# Orellà
Orellà ([uɾə'ʎa], en francès oficialment: Oreilla) és una comuna de la subcomarca de les Garrotxes del Conflent, a la comarca del Conflent, a la Catalunya del Nord.
En el terme comunal d'Orellà hi havia hagut els pobles de Bordoll, Celrà, Guixà, Ocenys i Turol.

## Etimologia
Explica Joan Coromines que Orellà prové del nom propi llatí Aurelianu. En tractar-se d'un topònim derivat d'un antropònim, es tractaria d'un vilatge que té els seus orígens en la colonització romana del territori.

## Geografia

### Localització i característiques generals del terme

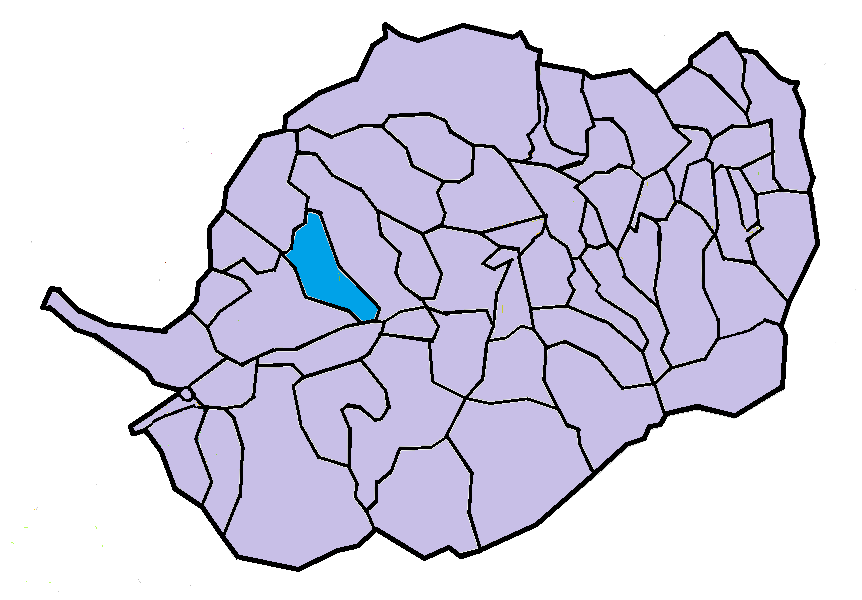
Situació de la comuna d'Orellà en el Conflent

El terme comunal d'Orellà, de 160.100 hectàrees d'extensió és situat a l'esquerra de la Tet, una mica separat del riu. És a la zona oest de la comarca. La d'Orellà és la segona entitat municipal amb menys població dels Països Catalans i també la segona de la comarca del Conflent.
El seu terme comunal és allargassat de sud a nord, en els vessants de la muntanya de Llumet, entre la Ribera d'Èvol, a llevant, i la Ribera de Cabrils, a ponent. Forma la columna vertebral de la comuna una llarga carena que davalla de nord-oest a sud-est, que té el seu punt més elevat a l'extrem del terme comunal en la Llevanera, de 2.052 m alt, un dels contraforts sud-occidentals de la Serra de Madres. Aquesta carena passa pel Llumet, la Serra de Palmes, passa pel Cogulló, al sud-oest del poble d'Orellà, i arriba fins a l'interfluvi de la Ribera d'Èvol i la Ribera de Cabrils, on hi ha la Torre d'Oleta, o de Cabrils. El límit occidental del terme d'Orellà la Ribera de Cabrils, la vora esquerra de la qual pertany quasi íntegrament al terme d'Orellà, llevat de l'extrem sud del terme, on Orellà ocupa també un tros de la riba dreta d'aquest curs d'aigua. L'oriental, que és el límit del terme d'Oleta, no segueix cap límit natural: és una línia arbitrària en el vessant de llevant de la serra abans esmentada. Només al capdavall, al sud-est, fa de límit un tram de la Ribera d'Èvol. El punt més baix del terme és l'interfluvi de les dues riberes ja esmentades, a 612,2 m alt. El poble d'Orellà és a 885,5 m alt.
Orellà forma part del Parc Natural Regional dels Pirineus Catalans.
Termes municipals limítrofs:
| Censà              |            |              |
| Aiguatèbia i Talau |            | Oleta i Èvol |
|                    | Canavelles |              |

### Orellà

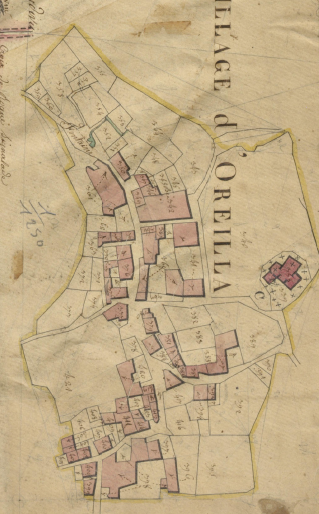
Orellà en el Cadastre napoleònic del 1812 (Arxius Departamentals dels Pirineus Orientals, ADPO)

El poble d'Orellà és quasi a l'extrem sud-oriental del terme comunal, a prop al nord-oest del poble d'Oleta, en el vessant sud-est de la muntanya que conforma quasi tot el terme, el Llumet, o Pi Llobet. El poble és a ponent de l'església parroquial de Santa Maria d'Orellà, situada a llevant del poble, una mica separada.

### Bordoll

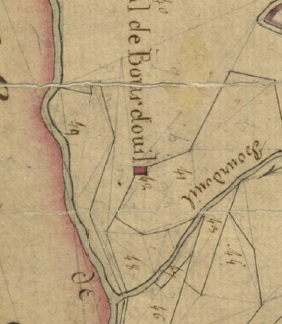
Bordoll en el Cadastre napoleònic del 1812 (ADPO)

L'antic poble de Bordoll, ara reduït pràcticament a una sola casa, és a l'extrem occidental del terme cap a la meitat del terç septenttrional del terme, molt a prop al sud-est de Ralleu i al nord-est d'Aiguatèbia, en el vessant nord-oest del Llumet. Hi passa la carretera D - 4 (Oleta - Matamala).
Hi havia hagut diverses fargues, ara quasi totes desaparegudes, i el priorat de Santa Coloma de Bordoll, actualment en ruïnes. Al Cadastre napoleònic del 1812 ja només hi apareix com a cortal.

### Celrà

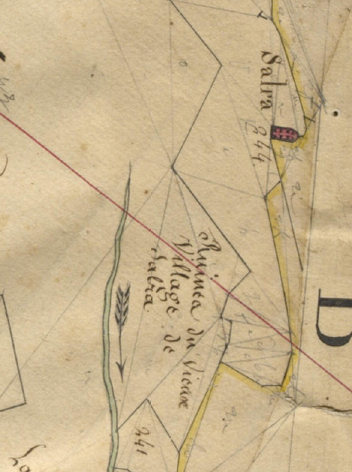
Celrà en el Cadastre napoleònic del 1812 (ADPO)

El poble de Celrà, actualment quasi del tot desaparegut, és a prop al nord-oest del poble d'Orellà, a prop a l'esquerra del Nou Canal d'Orellà. Hi havia hagut en aquest lloc el Castell de Celrà, així com l'església de Santa Cecília de Celrà, en ruïnes avui dia. En el Cadastre napoleònic del 1812 ja apareix com un poble en ruïnes.

### Guixà

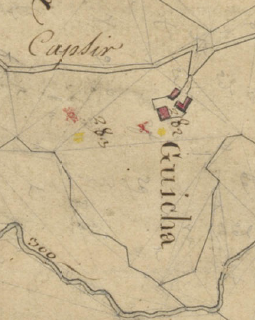
Guixà en el Cadastre napoleònic del 1812 (ADPO)

L'antic poble de Guixà és el vessant sud del Llumet, a la dreta del Torrent Gros. És accessible des de la carretera D - 4 per una pista que, amb molts revolts, hi puja salvant els 66 metres de desnivell. Hi havia hagut l'església, ara en ruïnes, de Sant Just i Sant Pastor de Guixà.

### Ocenys
Ocenys és al nord-oest d'Orellà, i també de Celrà, a la carena que davalla des del Llumet, la Serra de Palmes. En el Cadastre napoleònic del 1812 no hi apareix, ni rastre.

### Turol

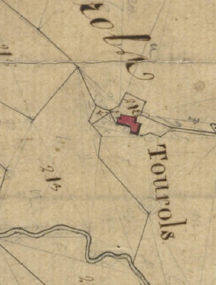
Turol en el Cadastre napoleònic del 1812 (ADPO)

L'antic poble de Turol és a l'extrem occidental del terç meridional del terme d'Orellà, a prop, al nord i damunt de la carretera D - 4. En queden les ruïnes i, entre elles, a migdia de les ruïnes i a peu de carretera, una Casa Forestal de nova planta.

### La Torre d'Oleta, o de Cabrils
A l'extrem sud-est del terme d'Orellà hi ha, damunt de la confluència de la Ribera d'Èvol i la Ribera de Cabrils la Torre d'Oleta, o de Cabrils, torre de guaita medieval de planta quadrada.

### El Dolmen del Roc d'Arques
El Dolmen del Roc d'Arques és a prop del roc del mateix nom, en un contrafort de la Serra de Palmes que davalla cap a migdia, al nord-oest del poble d'Orellà i a prop a ponent d'on era el poble de Celrà.

### Els masos del terme
En el terme d'Orellà no hi ha habitacles dispersos d'hàbitat permanent. Sí que s'hi poden trobar la Casa Cantonyera, la Farga, la desapareguda Farga de Bordoll, el Molí de la Farga, el desaparegut hàbitat de Morlí, o Merlí, a més de les restes, en algun cas reduïdes a una sola construcció, dels antics pobles de Bordoll, Celrà, Guixà, Ocenys i Turol. D'altra banda, hi ha unes quantes construccions relacionades amb l'explotació del bosc o la ramaderia: la Barraca de l'Estanyol, o del Pla de l'Estanyol i la Barraca de Mosquirols, i tot un seguit de cortals: dos cortals de l'Alegre, el del Crostó, el del Fullerac, el del Gai, el del Gorra, el del Jacint, el del Rafeló, el del Soler, el del Batlle, el d'en Benet, el d'en Boixa, els tres cortals d'en Botet, el d'en Felip, el d'en Gabriel, el d'en Grau, o del Paonet, un altre d'en Grau, el d'en Mateu, els dos d'en Nadal, el d'en Noguer, el d'en Palau, o d'en Benet, el de Renard i els tres cortals d'Escaró. Són ja noms antics els dos cortals del Turolès, el dos d'en Fetbalt. Finalment, cal destacar els ponts del terme d'Orellà: el Pont de Géssec, el del Camí de Capcir i el Pont Vell de Ralleu.

### Hidrònims

#### Cursos d'aigua
Els dos cursos d'aigua principals del terme d'Orellà són, com ja ha quedat dit anteriorment, la Ribera de Cabrils i la Ribera d'Èvol, tot i que la darrera a penes toca el terme d'Orellà. La resta de cursos d'aigua existents són afluents de l'un o de l'altre. Així, la Ribera d'Èvol rep tot d'afluents que es formen en terme d'Orellà i passen al d'Oleta i Èvol, on desguassen en la Ribera d'Èvol. De nord a sud són: el Comall de la Roqueta, amb el del Peiró, el de les Eiroles, el de la Font de Sabiola, el del Carreret, el de Campilles, el de la Torrella, el de Ramatxet, o del Frau del Moliner, el de Coma Madrona, el de les Comes, el de la Grevolosa, el d'Aigua Roja, el d'Ocellons, el de la Fròncol, el del Quinsà, el de Torrassa, el de Vallareres, el d'Assens i el de Fontanilles.
D'altra banda, la Ribera de Cabrils rep per la seva riba esquerra, de nord-oest a sud-est, la Coma del Vedell, amb el Comall de la Mollera, la del Roire, amb el Comall de Bordoll, el Comall de la Volta Llarga, amb el de la Devesa, el del Rei, el de Morlí, el de Turol, el Torrent Gros, que hi aporta el Comall del Poll de Sogra, el de la Canaleta, el dels Abeuradors i el dels Baus, el Comall de Roc Roig, el de l'Artiga, el de la Clotada, que duu els comalls de Roca d'Arques, el dels Teixidors i el de Géssec. A l'extrem sud del terme, la Ribera de Cabrils rep per la dreta el Còrrec de Cabrils, o de Xapellet, el Comall de les Clotades, amb el de Barlís, el de la Baga, el del Camp Suri, el de la Perdiu, el de la Font, el de la Roca del Duc 

#### Canals d'irrigació
A Orellà hi ha el Rec de Baix de la Baga, el de la Cortalassa, el de la Manlleu, el Rec Nou d'Orellà, o Rec de Dalt, i el Rec Vell d'Orellà, o Rec de Baix.

### Orònims
Els principals espais geogràfics i formes de relleu del terme d'Orellà es poden classificar en bagues: Bac de Font de Mill, Bac del Barzer, Bac Espès i Bac Ramatxet, o de Rebaixet; comes: Coma de Fenera, Coma del Vedell, Coma d'en Batlle, Coma de Roire, Coma Madrona, les Comelles i les Comes de la Grevolosa; muntanyes: la Llevanera, Llumet, o Pi Llobet, ; planes: Pla de l'Estanyol, Pla de Rodes, Pla de Vinyes, Pla Diagre i Planell de Miquel; roques específiques: Roca d'Arques, Roc d'Abaula, Roc de l'Alga, Roc de Palmes i la Roqueta; serres i serrats: Serra de Coma Madrona, Serra del Solà i Serra de Palmes; solanes: Solà del Peiró, la Solana.

### El terme comunal
Les partides i indrets específics del terme d'Orellà són els Aiguanals, Argilers, l'Artiga, Barba-rossa, Bordoll, el Camp del Rabadà, els Camps dels Clots, Castellar, Celrà, Cenys, o Ocenys, o Pla d'Ocenys, el Cogulló, la Cortalassa (dos llocs amb el mateix nom), la Farga, la Farga del Mig, Fontanilles, la Font de la Grevolosa, la Font dels Cans, la Fròncol, Gèssec, Guixà, Jaça del Reganet, Jaça d'en Fetbalt, Jaça d'en Grau, Jaça d'en Margall, Jaça d'en Sidós, Jaça d'Orellà, Lassada, la Llevanera, Llobadibes, el Lloser, el Lloser del Poll, Mas Torrent, les Molleres, Morlí, Mosquirols, Ocellons, abans, Ocenyes, l'Orri de l'Abat, Palmes, el Poll, el Pont de Gèssec, el Prat de la Farga Nova, el Prat de les Ferreries, Renard, Socarrat, Saurà, la Torrella, la Torre, Turol, Vallareres i la Volta Llarga.
Alguns topònims indiquen senyals termenals: la Creu de Roca Senyalada, la Font de la Grevolosa, el Gros Roc Blanc, la Pedra Moladora, o Roc de Comells, el Roc de Comells, el Roc de Font Sabiola, el Roc de la Fròncol, el Roc de la Collada de la Bonissa, el Roc de la Jaça d'en Grau, el Roc de la Serra de Coma Madrona, o els Rocs Blancs, el Roc de la Torrella, el Roc del Bac de Font de Mill, el Roc del Camp d'en Martí, el Roc del Frau del Moliner, o del Bac de Ramaixet, el Roc del Lloser, el Roc del Mig de les Comes, el Roc del Pilar, o de Pilars, el Roc del Planell de Miquel, el Roc dels Comalls, el Roc del Serrat d'Ocellons, el Roc del Solà de Barba-rossa, el Roc del Solà de la Coma de Vedell, el Roc del Solà de Jaulent, abans del Sorrar de Jaulent, el Roc d'en Barzer, el Roc d'en Fetbalt, el Roc de, o del, Quinsà, el Roc de Vallareres, o de la Mollera, i la Savina.

## Transports i comunicacions
Orellà està tan mal comunicat com tots els altres pobles petits de la comarca. Salva una mica la situació la proximitat d'Oleta, que sí gaudeix, relativament, de bones comunicacions.

### Carreteres
Una sola carretera travessa el terme d'Orellà. Es tracta de la D - 4 (Oleta - Matamala), que té dues variants: la D - 4b (D - 4, a Orellà - Orellà), que permet arribar fins al poble cap d'aquesta comuna, i la D - 4c (D - 4, a Orellà - D - 116, a la Llaguna), que passa per Aiguatèbia.

### Transport públic col·lectiu
El poble d'Orellà només disposes del TAD (Transport à la demande), com tots els altres pobles petits del Conflent.

### Els camins del terme
En el terme d'Orellà hi ha camins interns del terme, com Camí del Bulló, Camí del Pla de Vinyes, Camí de Renard i Camí d'Ocellons. D'altra banda, els altres camins depassen el terme comunal i enllacen amb els termes i pobles veïns: Camí de Cabrils a la Torre del Molí Nou, o Camí Vell del Molí Nou, que ve d'Aiguatèbia, Camí del Capcir, o dels Capcinesos, Camí de la Llebrera, o del Capcir, Camí del Bosc d'Escotó, abans la Carrerada, Camí d'Èvol, Camí Vell d'Aiguatèbia, Camí, o Camí Vell, d'Oleta, Ruta d'Aiguatèbia i Ruta d'Oleta.

## Activitats econòmiques
Com la major part de les comunes de l'Alt Conflent, sobretot a les àrides Garrotxes conflentines, Orellà basava la seva economia, antigament, en el treball al bosc i el pastoreig. Actualment, unes 30 ha, repartides en mitja dotzena d'explotacions es dediquen sobretot a les pastures i els farratges; tan sols 4 ha són per a arbres fruiters (albercoquers, sobretot, amb alguns presseguers), una hectàrea de vinya i una d'hortalisses. El cens ramader és molt baix: menys de deu caps de boví, 2 d'oví i quasi 300 cabres.

## Història
Orellà fou una donació testamental del comte Guifré II de Cerdanya a la seva vídua, Guisla, la qual, altre cop a través del testament, donà Orellà a Sant Martí del Canigó l'any 1018. Ara bé, el mer i mixt imperi i les jurisdiccions alta i militar continuaren en mans dels comtes de Cerdanya. La senyoria, repartida entre el paborde i el cambrer del monestir, es conservà en mans de l'abadia fins a la Revolució Francesa.

## Demografia

### Demografia antiga
La població està expressada en nombre de focs (f) o d'habitants (h)
| 27 f | 22 f | 10 f | 4 f | 6 f | 7 f | 20 f | 151 h | 25 f | 30 f |

(Fonts: Pélissier, 1986.)
Notes:
- 1358: per a Orellà, Bordoll i Guixà, 21 f, i per a Celrà, 6 f
- 1774: per a Orellà, annex d'Oleta.

### Demografia contemporània
| Evolució de la població |      |      |      |      |      |      |      |      |
| 1793                    | 1800 | 1806 | 1821 | 1831 | 1836 | 1841 | 1846 | 1851 |
| 183                     | 161  | 172  | 176  | 217  | 212  | 222  | 223  | 228  |

| 1856 | 1861 | 1866 | 1872 | 1876 | 1881 | 1886 | 1891 | 1896 |
| ---- | ---- | ---- | ---- | ---- | ---- | ---- | ---- | ---- |
| 216  | 215  | 200  | 216  | 199  | 218  | 202  | 204  | 190  |

| 1901 | 1906 | 1911 | 1921 | 1926 | 1931 | 1936 | 1946 | 1954 |
| ---- | ---- | ---- | ---- | ---- | ---- | ---- | ---- | ---- |
| 167  | 169  | 138  | 136  | 113  | 92   | 85   | 71   | 67   |

| 1962 | 1968 | 1975 | 1982 | 1990 | 1999 | 2006 | 2007 | 2012 |
| ---- | ---- | ---- | ---- | ---- | ---- | ---- | ---- | ---- |
| 50   | 39   | 30   | 25   | 27   | 15   | 15   | 15   | 13   |

| 2015 |
| ---- |
| 16   |

Fonts: Ldh/EHESS/Cassini fins al 1999, després INSEE a partir deL 2004

### Evolució de la població

Població 1962-2008

## Administració i política

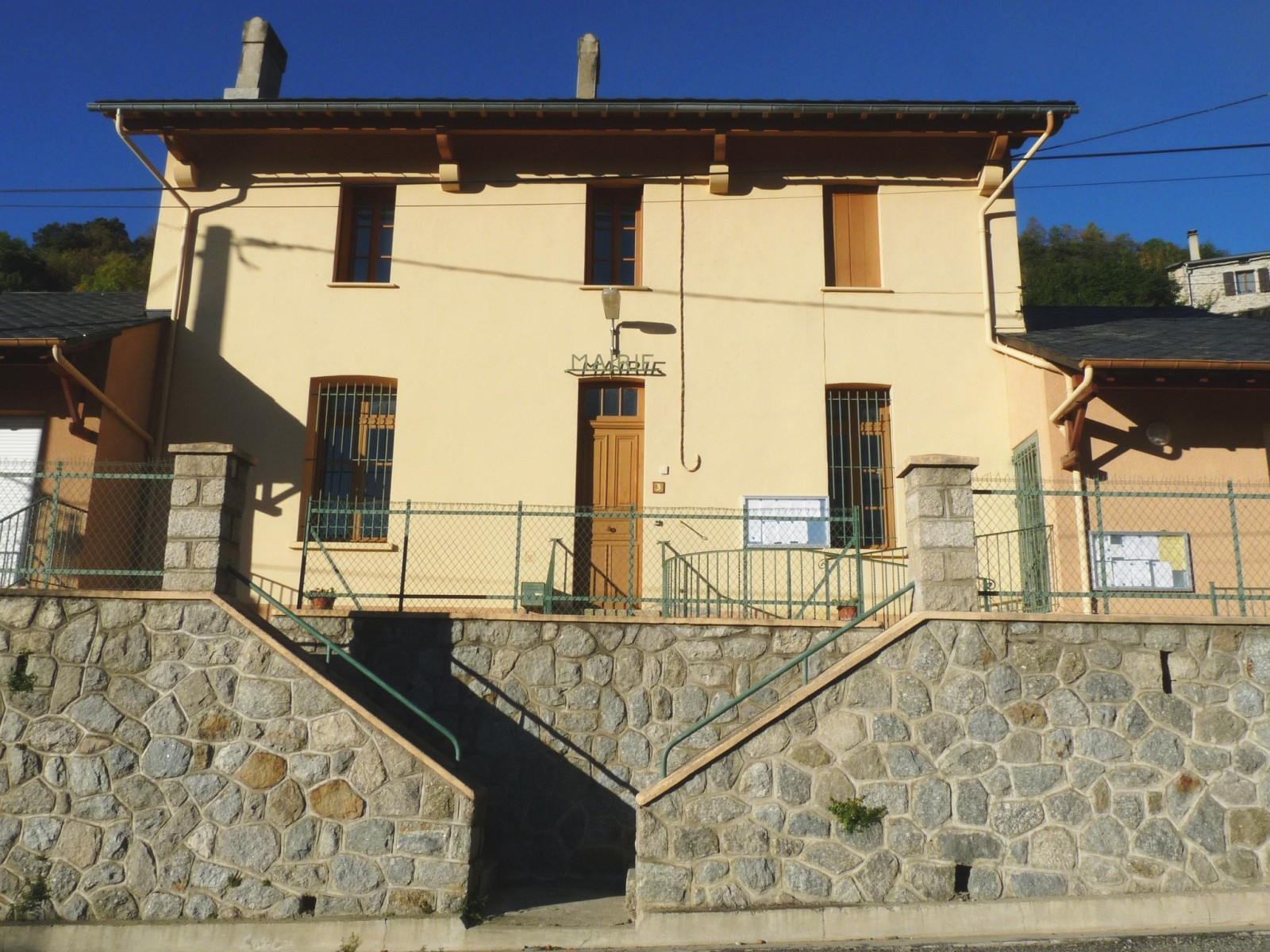
La Casa del Comú d'Orellà

### Batlles
| Alcalde           | Període                       |
| ----------------- | ----------------------------- |
| François Bardie   | 1983 - Març del 2001          |
| Sauveur Cristofol | Març del 2001 - Moment actual |

### Legislatura 2014 - 2020

#### Batlle
- Sauveur Cristofol.

#### Adjunts al batlle[15]
- 1a:
- 2n: .

#### Consellers municipals
- Danielle Conejero
- Michèle Estirac
- Christian Fabre
- Eric Rodriguez
- Gérard Salgas
- Francisco Venzal.

### Adscripció cantonal

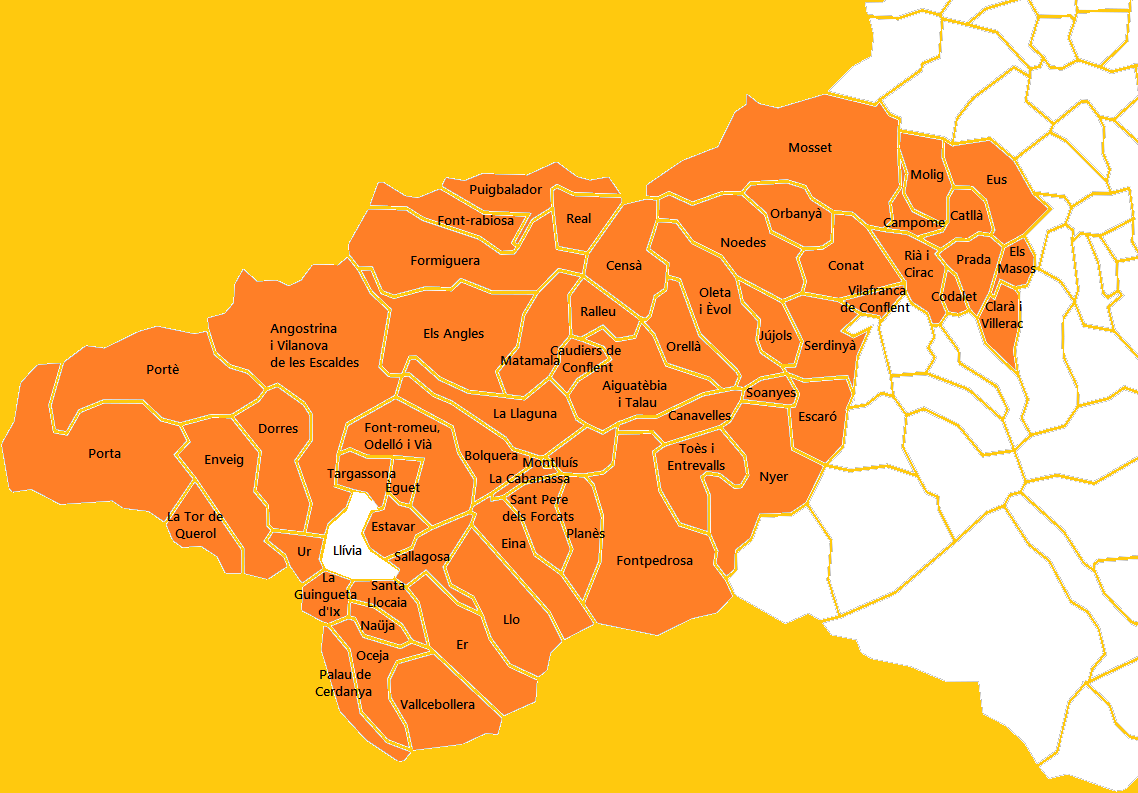
Mapa del Cantó dels Pirineus Catalans

A les eleccions cantonals del 2015 Orellà ha estat inclòs en el cantó número 13, dels Pirineus Catalans, que inclou els pobles d'Angostrina i Vilanova de les Escaldes, Bolquera, Dorres, Èguet, Eina, Enveig, Er, Estavar, Font-romeu, Odelló i Vià, la Guingueta d'Ix, Llo, Naüja, Oceja, Palau de Cerdanya, Porta, Portè, Sallagosa, Santa Llocaia, Targasona, la Tor de Querol, Ur i Vallcebollera, de la comarca de l'Alta Cerdanya, els Angles, Font-rabiosa, Formiguera, Matamala, Puigbalador i Ral, de la del Capcir, i les viles de Montlluís, Prada i Vilafranca de Conflent i els pobles d'Aiguatèbia i Talau, la Cabanassa, Campome, Canavelles, Catllà, Caudiers de Conflent, Censà, Clarà i Villerac, Codalet, Conat, Escaró, Eus, Fontpedrosa, Jújols, la Llaguna, Els Masos, Molig, Mosset, Noedes, Nyer, Oleta i Èvol, Orbanyà, Orellà, Planès, Ralleu, Rià i Cirac, Sant Pere dels Forcats, Sautó, Serdinyà, Soanyes i Toès i Entrevalls, de la del Conflent, amb capitalitat a Prada. Són conselleres per aquest cantó Jean Castex i Hélène Josende, de la Unió de la Dreta.

### Serveis comunals mancomunats
Orellà forma part de la Comunitat de comunes de Conflent - Canigó, amb capitalitat a Prada, juntament amb Prada, Arboçols, Campome, Campossí, Canavelles, Castell de Vernet, Catllà, Clarà i Villerac, Codalet, Conat, Cornellà de Conflent, Escaró, Espirà de Conflent, Estoer, Eus, Finestret, Fillols, Fontpedrosa, Fullà, Jóc, Jújols, Marqueixanes, els Masos, Mentet, Molig, Mosset, Noedes, Nyer, Oleta i Èvol, Orbanyà, Pi de Conflent, Rià i Cirac, Rigardà, Saorra, Serdinyà, Soanyes, Sornià, Tarerac, Taurinyà, Toès i Entrevalls, Trevillac, Vallestàvia, Vallmanya, Vernet, Vilafranca de Conflent i Vinçà.

## Ensenyament i Cultura
Com la majoria de pobles petits del Conflent, Orellà no té actualment escola pròpia i, com a la major part, l'edifici de les antigues escoles públiques del poble serveix avui dia de Casa del Comú. Els seus infants van preferentment a les escoles de Fontpedrosa, la Llaguna o Oleta, principalment, els seus adolescents i joves, per a secundària als col·legis de Prada i Font-romeu, i per al batxillerat als liceus dels mateixos llocs anteriors.

## Personatges lligats a la comuna
- Renat Botet.